# Abraxas illuminata
Abraxas illuminata är en fjärilsart som beskrevs av W. Warren 1894. Abraxas illuminata ingår i släktet Abraxas och familjen mätare. Inga underarter finns listade i Catalogue of Life.